# ديفيد د. ماكيرنان
ديفيد د. ماكيرنان (بالإنجليزية: David D. McKiernan)‏ (ولد في 11 ديسمبر 1950 في أتلانتا، جورجيا، الولايات المتحدة) فريق أول من أربع نجوم متقاعد من الجيش الأمريكي شارك في أفغانستان قائدا لقوات المساعدة الدولية لإرساء الأمن في أفغانستان. شارك في نفس الوقت كقائد للقوات الأمريكية في أفغانستان من 6 أكتوبر 2008 إلى 15 يونيو 2009.
قبل أفغانستان كان ماكيرنان قائدا للقوات المسلحة في الجيش الأمريكي بأوروبا والجيش الأمريكي السابع من 14 ديسمبر 2005 إلى 2 مايو 2008. قبل الترقية إلى رتبة أربع نجوم عمل كقائد عام للقوات البرية وقوات التحالف الأمريكي الثالث وقوات التحالف من 2002 إلى 2004 حيث قاد جميع القوات البرية المتحالفة خلال غزو العراق عام 2003 ونائب القائد العام لقيادة قوات الجيش الأمريكي وهي أكبر قيادة لجيش كبير من 2004 إلى 2005.
قال وزير الدفاع روبرت غيتس إن هناك حاجة إلى قيادة جديدة حيث بدأت إدارة الرئيس باراك أوباما إستراتيجية جديدة في الحرب التي دامت سبع سنوات في أفغانستان. حل محل ماكيرنان شخصان وهما الفريق الأول ستانلي مكريستال (قائد) والفريق ديفيد رودريغيز (نائب القائد) والقوة الدولية للمساعدة الأمنية والقوات الأمريكية في القوات المسلحة الأمريكية.
خدم في المقر السابع للفيلق خلال حرب الخليج الثانية (تحرير الكويت).
في عام 2001 تم تعيينه في مقر عمليات إدارة الجيش. عقب هذا النشر تولى الفريق الأول ماكيرنان قيادة الجيش الأمريكي الثالث والقيادة المركزية لقوات الجيش الأمريكي في سبتمبر 2002 وأصبح قائد قوات الأرض التابعة للقوات الائتلافية للقيادة المركزية الأمريكية استعدادا لعملية حرية العراق. في مارس 2003 قاد الفريق الأول ماكيرنان جميع قوات التحالف البرية التقليدية الأمريكية التي هاجمت العراق لعزل صدام حسين من السلطة.